# خافيير مارتينيز بينيتو إراولا
خافيير مارتينيز بينيتو إراولا (بالإسبانية: Javier Martínez Benito)‏ (5 سبتمبر 1989 بناجرة في إسبانيا - ) هو لاعب كرة قدم إسباني في مركز الهجوم. لعب مع راسينغ سانتاندير وCD Izarra ‏ وNáxara CD ‏.

## وصلات خارجية
- خافيير مارتينيز بينيتو إراولا على موقع قاعدة بيانات كرة القدم.إي يو (الإنجليزية)
- خافيير مارتينيز بينيتو إراولا على موقع Soccerway.com (الإنجليزية)